# 글리제 317 b
글리제 317 b는 나침반자리 방향으로 지구에서 약 30광년 떨어진 곳에 있는 외계 행성이다. 2007년 적색 왜성 글리제 317 주위를 돌고 있음이 발표되었다. 이 행성은 지구~태양 거리의 95퍼센트 정도 거리를 돌고 있는 가스 행성이다. 공전 주기는 1.9년 정도로 공전 속도 역시 초당 14.82 킬로미터이다.

## 같이 보기
- 글리제 317 c
- 글리제 436 b